# Kohlhiesels Töchter (1943)
Kohlhiesels Töchter ist eine Filmkomödie des Filmregisseurs Kurt Hoffmann aus dem Jahr 1943 und die dritte Verfilmung des gleichnamigen Bauernschwanks des Drehbuchautors Hanns Kräly. In der Hauptrolle verkörpert Heli Finkenzeller die attraktive Bauerntochter Veronika Kohlhöfer.

## Handlung
Landwirt Mathias Kohlhöfer, seines Zeichens ein Bauer mit Leib und Seele, verinnerlicht den Wunsch, dass seine bildhübsche Tochter Veronika nicht den Erstbesten zum Manne nimmt. In seinen Augen schwebt ihm als passender Gatte für seine ihm sehr wertvolle Tochter der Junggeselle Simon Moser vor. Bei seinen Gedankengängen lässt er jedoch außer Acht, dass sich seine Tochter bereits in einen anderen verliebt hat. Ihr Auserwählter ist Kaspar Pointer, der zwar nicht besonders vermögend ist, aber auf solche Eigenschaften legt sie auch gar keinen Wert, da er einen guten Charakter hat.
Veronika bekommt mit, dass sich ihr Vater bereits den Simon als den ihr passenden Gatten vorstellt und strebt nun eine Verwandlung an, um ihrem Vater zu beweisen, dass der von ihm favorisierte potentielle Ehegatte es nur auf ihr Erbe abgesehen hat.
Zu diesem Zweck verkleidet sie sich in eine äußerst unattraktive Person namens Annamirl Kohlhöfer, gibt sich gegenüber Simon als eine Halbschwester von Veronika aus und stellt dar, dass sie die alleinige Erbin des Vermögens des gemeinsamen Vaters sein wird.
Wie zu erwarten, findet Simon plötzlich Gefallen an ihr, womit der Beweis gegenüber ihrem Vater erbracht ist, dass Simon es alleine auf den Reichtum absieht, den ihm durch eine Erbschaft mit einer Gattin an seiner Seite in Aussicht gestellt wird.
Veronikas Vater bekennt sich zu seinem Fehler und willigt ein, den wahren Geliebten seiner Tochter, Kaspar, als zukünftigen Schwiegersohn anzuerkennen.

## Produktionsnotizen
Der Film kam am 18. März 1943 in die deutschen Kinos. Die Uraufführung fand in Klagenfurt statt, der früheren und heutigen Landeshauptstadt des österreichischen Bundeslandes Kärnten, das seinerzeit dem Deutschen Reich angegliedert war. In Berlin wurde er erstmals am 5. Mai 1943 gezeigt. Als Drehort diente der Ossiacher See, die Dreharbeiten fanden zwischen September und November 1942 statt.